# Old King Cole (filme)
Old King Cole é um curta-metragem de animação lançado em 1933, como parte da série Silly Symphonies. Foi dirigido por David Hand e produzido por Walt Disney.